# Louis-Henri de La Rochefoucauld
Louis-Henri de La Rochefoucauld, nacido el 2 de marzo de 1985 en el XV distrito de París, es un escritor y periodista musical y literario francés. Escribe en las revistas GQ, Technikart y Schnock.

## Biografía
Es descendiente de François de La Rochefoucauld.
Louis-Henri de La Rochefoucauld publica su primera novela en 2010, Les Vies Lewis.

## Libros
- Les Vies Lewis, éd. Léo Scheer, 2010
- Un smoking à la mer, éd. Léo Scheer, 2011
- Les Enfants trouvés, éd. Léo Scheer, 2012
- La Révolution française, éd. Gallimard, coll. « L'Infini », 2013, ISBN 978-2070140145
- Gaudriole au Golgotha, éd. Gallimard, coll. « L'Arpenteur », 2014
- Le Club des vieux garçons, éd. Stock, 2017
- La Prophétie de John Lennon, éd. Stock, 2019

### Artículos
- « La Rochefoucauld, ancêtre de Guy Debord », revista L'Infini, n.º 134, febrero de 2016.